# Biotecnología aplicada
La biotecnología aplicada aplica los resultados que se producen en la biotecnología para obtener un elemento potenciador con una función clara y definida. Suele estar asociada a un proceso industrial en el que, en ocasiones, se utiliza incluso la ingeniería genética.  
La biotecnología aplicada está presente en muchas más áreas industriales de lo que se podría pensar en principio, ya que su aplicación abarca campos muy amplios. Desde la medicina hasta la agricultura, pasando por procesos industriales puros o incluso utilizándose para mejorar la biodiversidad. Sin duda, un abanico muy amplio que se debe desarrollar en mayor profundidad. 
Existen diferentes tipos de clasificaciones para la biotecnología aplicada. La más extendida las diferencia según su ámbito de aplicación y las clasifica aplicándoles una nomenclatura que sigue un código de color:
- Biotecnología roja
- Biotecnología blanca
- Biotecnología verde
- Biotecnología azul

Con el paso del tiempo, y gracias a las mejoras que se han producido tanto en apartados técnicos como de investigación, la biotecnología aplicada ha desarrollado una industria totalmente especializada en productos que se puedan implementar en cualquiera de los ámbitos de aplicación anteriormente descritos.
- Datos: Q5728934